# 拉维尼 (汝拉省)
拉维尼（法語：Lavigny，法語發音：[laviɲi]）是法国汝拉省的一个市镇，位于该省西部，属于隆斯勒索涅区。

## 地理
拉维尼（46°43'0"N, 5°35'48"E）面积5.38 平方千米，位于法国勃艮第-弗朗什-孔泰大區汝拉省，该省份为法国东部内陆省份，北起上索恩省，西北接科多尔省，西临索恩-卢瓦尔省，南至安省，东与杜省和瑞士接壤。
与拉维尼接壤的市镇（或旧市镇、城区）包括：瓦特尔、博姆莱梅雪、勒卢沃罗、蒙坦、塞耶河畔讷维、帕讷西耶尔、勒潘、勒韦尔努瓦。

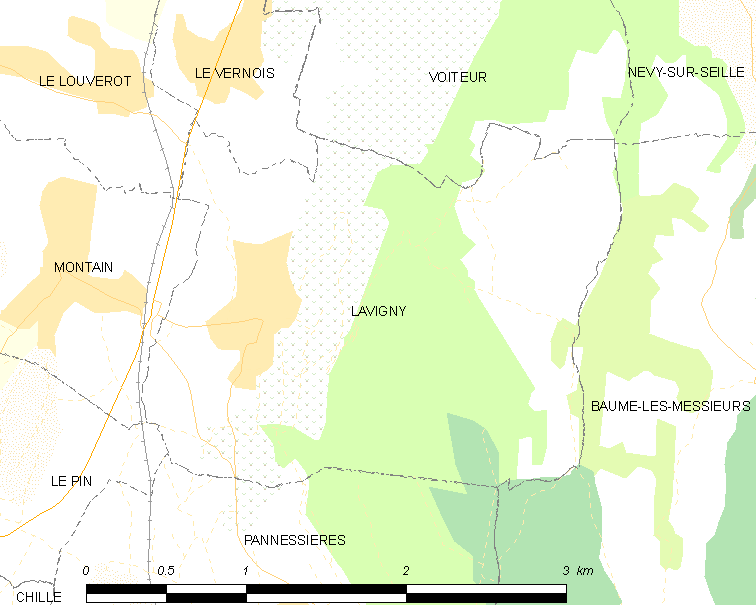
的OSM定位图

拉维尼的时区为UTC+01:00、UTC+02:00（夏令时）。

## 行政
拉维尼的邮政编码为39210，INSEE市镇编码为39288。

## 政治
拉维尼所属的省级选区为波利尼县。

## 人口

1962-2008年间人口变化图示

拉维尼于2022年1月1日时的人口数量为383人。